# Residenza Suarez
La Residenza Suarez (in spagnolo Residencia de Suárez) è la residenza ufficiale del presidente dell'Uruguay. Si trova nel quartiere Prado di Montevideo e è conosciuta come "Suárez y Reyes" per la sua posizione all'incrocio tra i viali Joaquín Suárez e 19 de Abril, dove inizia la via Reyes. Nonostante sia il suo luogo di residenza, lo studio ufficiale del presidente e sede della stessa presidenza si trova nella Torre Ejecutiva di fronte a Plaza Independencia.

## Storia

### Primi utilizzi
Nel 1907 la proprietà dell'attuale residenza fu venduta all'asta come parte di un lotto di dodici lotti in Prado, un quartiere di classe superiore nella regione settentrionale di Montevideo. Adelina Lerena de Fein acquisì la proprietà e ordinò all'architetto Juan María Aubriot di costruire una casa di tre piani da adibire a residenza di riposo. I lavori iniziarono quello stesso anno e si conclusero nel 1908.
Dopo la morte dei primi proprietari, la famiglia decise di vendere la proprietà, che fu acquistata dal tedesco Werner Quincke. Il suo nuovo proprietario ordinò all'architetto Karl Trambauer di eseguire delle riforme, come una torre accanto alla facciata principale. Successivamente la famiglia Quincke lo venderà alla famiglia Susviela Elejalde, che per motivi economici cedette i propri diritti al Comune di Montevideo.

### Residenza presidenziale
Nel 1947 il governo nazionale iniziò la ricerca di un immobile il cui uso fosse destinato a servire come residenza ufficiale del Presidente della Repubblica. Fino ad allora, le famiglie presidenziali risiedevano in palazzi in affitto durante il mandato. Nel 1947 il governo nazionale iniziò la ricerca di un immobile il cui uso fosse destinato a servire come residenza ufficiale del Presidente della Repubblica. Fino ad allora, le famiglie presidenziali risiedevano in palazzi in affitto durante il mandato. L'allora presidente Luis Batlle Berres e sua moglie, la first lady Matilde Ibáñez scelsero la Quinta de Suárez, perché nel 1925 si erano conosciuti passeggiandovi davanti.
Quando la casa fu ufficialmente scelta come residenza ufficiale, l'architetto italo-uruguaiano Juan Antonio Scasso, che aveva progettato lo Stadio del Centenario, fu incaricato di ristrutturarla. Da allora vi risiede la maggior parte dei presidenti dell'Uruguay, ad eccezione dei membri del Consiglio nazionale di governo. Durante la presidenza di Jorge Pacheco Areco i lotti attigui furono espropriati, quindi le vie Bernardo Berro e Valdense rimasero nella proprietà.